# Atractus variegatus
Atractus variegatus — вид змій родини полозових (Colubridae). Ендемік Колумбії.

## Поширення і екологія
Atractus variegatus мешкають в департаменті Бояка в центральній частині Колумбії, де відомі з муніципалітетів Боавіта і Ла-Увіта. Вони живуть у вологих гірських тропічних лісах, на висоті від 2000 до 3000 м над рівнем моря.